# TVS 모터 컴퍼니
TVS 모터 컴퍼니(영어: TVS Motor Company)는 첸나이에 본사를 둔 인도의 다국적 모터사이클 제조업체이다. 수익 면에서 인도에서 세 번째로 큰 오토바이 회사이다. 이 회사는 연간 300만 대를 판매하며 연간 400만 대 이상의 차량 생산 능력을 갖추고 있다. TVS 모터 컴퍼니는 또한 60개국 이상에 수출하는 인도에서 두 번째로 큰 이륜차 수출업체이다.
TVS 모터 컴퍼니는 TVS 그룹의 주력 회사이며, 그룹 내에서 가치와 매출 면에서 가장 큰 회사이다.

## 역사
T. V. 순드람 이옝가르는 1911년 마두라이 최초의 버스 서비스로 시작하여 서던 로드웨이라는 이름으로 대규모 트럭 및 버스 fleet를 보유한 운송 사업 회사인 TVS를 설립했다.

### 초기 역사
선다람 클레이튼은 1962년 영국 클레이튼 듀안드르 홀딩스와 협력하여 설립되었다. 이 회사는 브레이크, 배기 장치, 압축기 및 기타 다양한 자동차 부품을 제조했다. 1976년, 회사는 새로운 부서의 일환으로 모페드를 제조하기 위해 호수르에 공장을 설립했다. 1980년, 인도 최초의 2인승 모페드인 TVS 50이 인도 타밀나두주 호수르 공장에서 출시되었다. 일본 자동차 대기업 스즈키 Ltd.와의 기술 협력으로 1987년 선다람 클레이튼 Ltd와 스즈키 모터 코퍼레이션 간의 합작 투자가 이루어졌다. 모터사이클의 상업 생산은 1989년에 시작되었다.

### 스즈키와의 관계
TVS와 스즈키는 특히 인도 시장을 위한 이륜차의 설계 및 제조를 위한 기술 이전을 목표로 1년간의 관계를 공유했다. TVS-스즈키로 재명명된 이 회사는 스즈키 수프라, 스즈키 사무라이, 스즈키 쇼군, 스즈키 샤올린과 같은 여러 모델을 출시했다. 2001년, 스즈키와 결별한 후, 회사는 TVS 모터로 이름을 바꾸고 스즈키 이름을 사용할 권리를 포기했다. 또한 스즈키가 경쟁하는 이륜차로 인도 시장에 진출하지 않겠다고 약속한 30개월의 모라토리엄 기간이 있었다.

### 최근

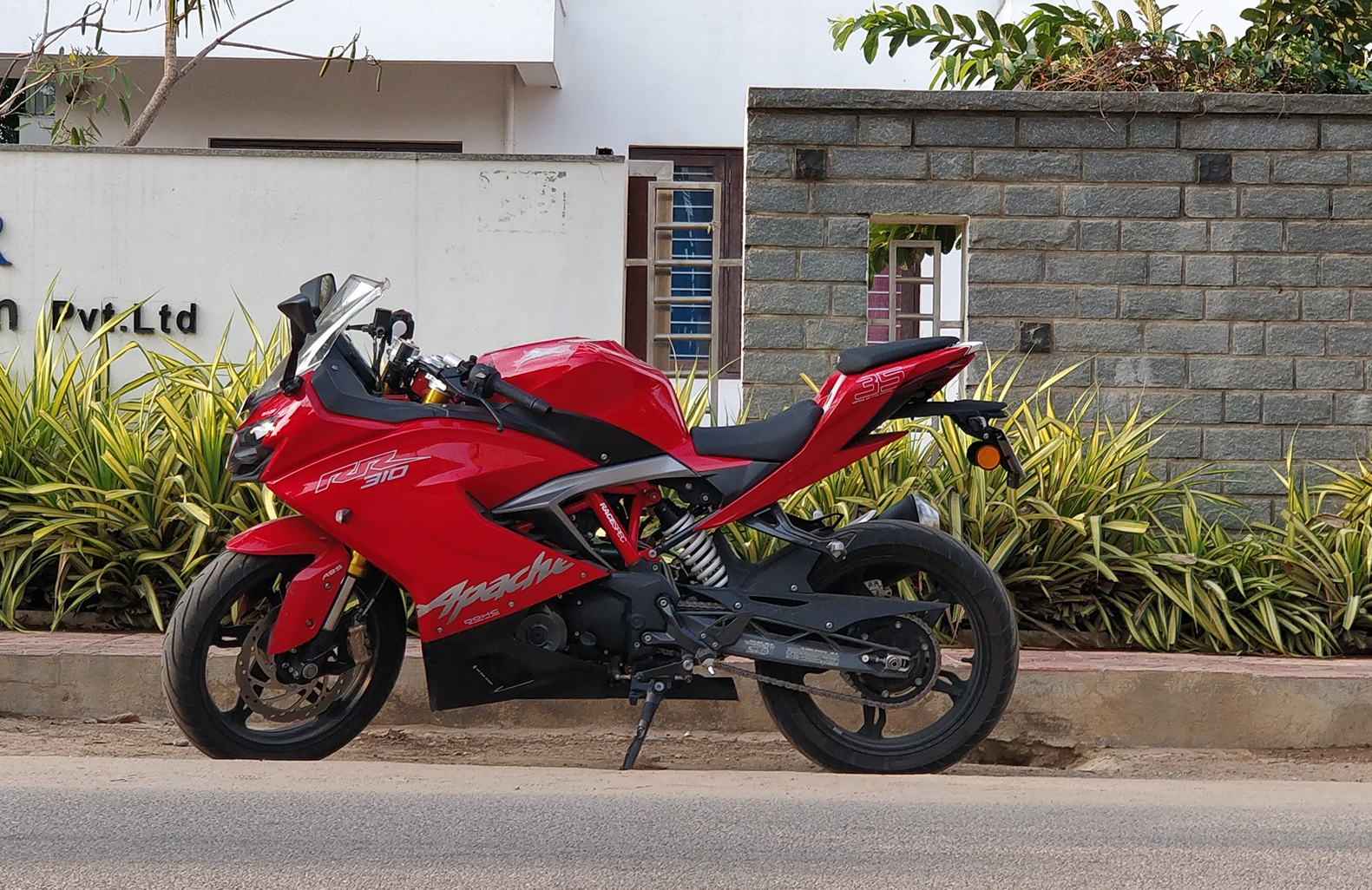
TVS 아파치 RR 310은 TVS의 최신 310cc 오토바이이다.

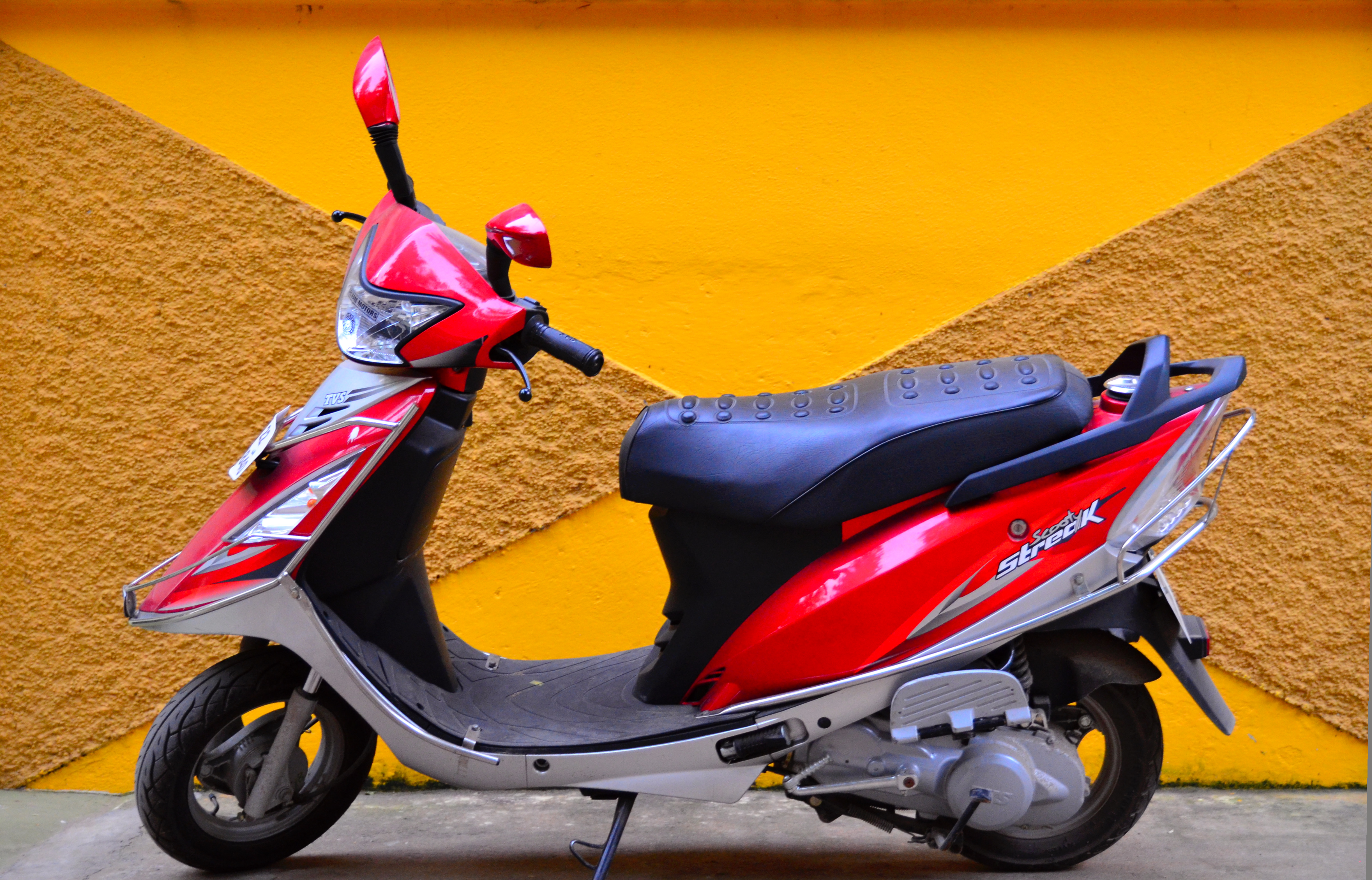
TVS Scooty Streak – 단종된 스쿠티 시리즈의 스쿠터 중 하나

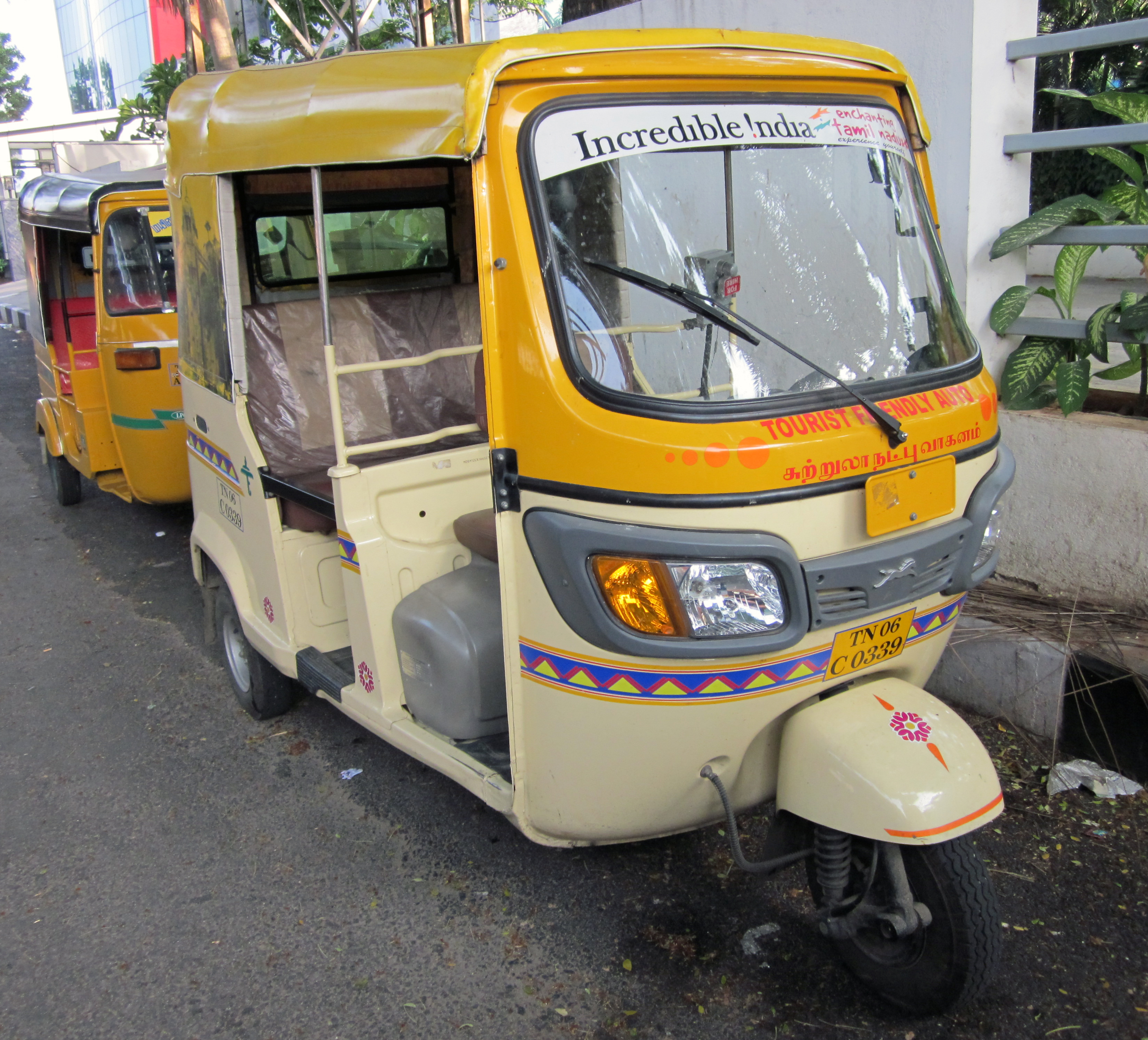
TVS는 오토 릭샤 부문에서도 경쟁한다.

최근 출시된 모델로는 주력 모델인 TVS 아파치 RR 310, TVS 아파치 RTR 200, TVS 빅터, TVS XL 100이 있다. TVS는 최근 J.D. 파워 아시아 태평양 어워드 2016에서 4개의 최고 상을, J.D. 파워 아시아 태평양 어워드 2015에서 3개의 최고 상을, NDTV 카 & 바이크 어워드 (2014-15)에서 올해의 이륜차 제조업체 상을 수상했다.
2015년 초, TVS 레이싱은 세계에서 가장 길고 위험한 랠리인 다카르 랠리에 참가하는 최초의 인도 공장 팀이 되었다. TVS 레이싱은 프랑스 오토바이 제조업체인 셰르코와 협력하여 팀 이름을 셰르코 TVS 랠리 팩토리 팀으로 명명했다. TVS 레이싱은 또한 스리랑카에서 개최된 라인드 드 히말라야와 FOX 힐 슈퍼 크로스에서 우승했다. 30년간의 레이싱 역사 동안 TVS 레이싱은 참가한 경주의 90% 이상에서 우승했다.
2016년, TVS는 2013년 4월 BMW 모토라드와의 전략적 파트너십 이후 공동 개발된 모델인 BMW G310R을 제조하기 시작했다. 2018년 12월, 오토바이가 제조되는 호수르 공장은 50,000번째 G310R 시리즈 유닛을 생산했다.
2017년 12월 6일, TVS는 첸나이 행사에서 가장 기대하던 오토바이인 아파치 RR 310을 출시했다. BMW와 공동 개발한 엔진을 장착한 310cc 오토바이는 TVS 바이크 최초의 전체 페어링, 듀얼 채널 ABS, EFI, KYB 서스펜션 키트 등을 특징으로 한다. 시장 출시 후 KTM RC 390, 가와사키 닌자 250SL, 바자즈 풀사르 및 도미나르, 혼다 CBR 250R과 같은 바이크들과 경쟁할 것으로 예상된다. 아파치 RR 310은 인도에서 전적으로 설계 및 제작되었다.
2020년 4월 17일, TVS 모터 컴퍼니는 전액 현금 거래로 노턴 모터사이클 컴퍼니를 인수했다. 단기적으로는 기존 직원을 사용하여 노턴 961 코만도 오토바이의 생산을 도닝턴 파크에서 계속했다. 도닝턴 공장은 폐쇄되었고, 업그레이드된 961의 생산은 솔리헐에서 이루어진다.

## 네팔의 TVS
Jagdamba Motors Pvt. Ltd.는 2015년 9월 15일부터 네팔의 TVS 모터스 공식 유통업체이며 Shanker Group 산하에서 운영된다. 네팔에서 5번째로 큰 시장 점유율을 보유하고 있다. 2018년, 이 회사는 듀얼 채널 ABS 아파치 RR310을 출시했으며, 2019년 아파치 RR310은 업그레이드를 받았다. 이후 2022년에는 TVS 맥스 125 세미-트레일과 아파치 160 2V, 아파치 RTR 200 4V를 선보였다. 2023년 중반 이후에는 레이더 125가 출시되었다. 2024년 초, TVS는 로닌 225와 아파치 RTR 160 4V 스페셜 에디션 바이크를 출시했다.

## 현재 모델
- TVS 아파치 RR 310
- TVS 아파치
  - TVS 아파치 RTR 310
  - TVS 아파치 RTR 200 4V
  - TVS 아파치 RTR 160 4V
  - TVS 아파치 RTR 160
  - TVS 아파치 RTR 180
  - TVS 아파치 RTR 165RP
- TVS 로닌 225
- TVS 레이더 125
- TVS 라데온
- TVS 스포츠
- TVS 스타 시티 플러스[13]
- TVS iQube
  - TVS iQube S
  - TVS iQube ST
- TVS X
- TVS 스쿠티
  - TVS 스쿠티 펩+
  - TVS 스쿠티 제스트 110CC
- TVS 주피터 110CC
- TVS 주피터 125CC
- TVS Ntorq 125
- TVS XL100
  - TVS XL100 컴포트
  - TVS XL100 헤비 듀티
  - TVS XL100 컴포트 i-TOUCH 스타트
  - TVS XL100 헤비 듀티 i-TOUCH 스타트
  - TVS XL100 윈 에디션
- TVS 킹 디럭스
- TVS 킹 듀라맥스
- TVS 킹 카고
- TVS 킹 듀라맥스 플러스
- TVS 킹 EV 맥스

## 수상 및 표창
TVS 모터는 2002년 데밍 애플리케이션 프라이즈를 수상했다.
같은 해, TVS 빅터 오토바이를 위해 수행된 작업으로 TVS 모터는 과학기술부, 인도 정부의 기술 개발 위원회로부터 토착 기술의 성공적인 상업화에 대한 국가상을 수상했다. 2004년, TVS 스쿠티 펩은 비즈니스월드 잡지와 국립 디자인 연구소로부터 '우수 디자인상'을 수상했다.
종합 생산성 유지보수 관행의 효과적인 구현으로 TVS 모터는 2008년 일본 플랜트 유지보수 협회로부터 TPM 우수상을 수상했다.
회사의 명예 회장인 베누 스리니바산은 2004년 영국 워릭 대학교에서 명예 이학 박사 학위를 수여받았으며, 인도 정부는 2010년 그에게 인도의 최고 민간 훈장 중 하나인 파드마 슈리를 수여했다.
정보 기술의 혁신적인 구현으로 TVS 모터는 2007년 기술 대기업 SAP AG로부터 가장 혁신적인 넷위버 구현에 대한 에이스 상을 수상했으며, 컴퓨터 지원 공학 기술의 통합 사용으로 팀 테크 2007 우수상을 수상했다.
TVS 모터 컴퍼니가 시작한 히말라야 하이즈(Himalayan Highs)는 아남 하시(Anam Hashim)가 110cc 스쿠터로 세계에서 가장 높은 자동차 도로인 카르둥 라(Khardung La)까지 여행을 완주한 최초의 여성이 되면서 인도 기록부에 등재되었다.
더 그랜드 투어의 한 에피소드에서 리처드 해먼드는 "800 파운드"에 새 TVS 스타 HLS 100cc를 구입하여 세계를 먹여 살려라 도전을 완료하는 데 사용했다. 이 도전을 통해 그는 마푸투에서 빙고까지 200마일을 물고기를 운반했다. 이 여정 동안 오토바이는 진행자의 기대를 뛰어넘는 성능을 발휘했고, 평소 오토바이에 비판적이던 클락슨은 다음과 같이 말했다. "이완 맥그리거는 BMW GS를 타고 세계를 여행했는데, 왜 이 오토바이를 타지 않았을까?"

## 같이 보기
- TVS 원 메이크 챔피언십